# Ferrania Technologies

Logo di Ferrania SpA, usato fino al 1964

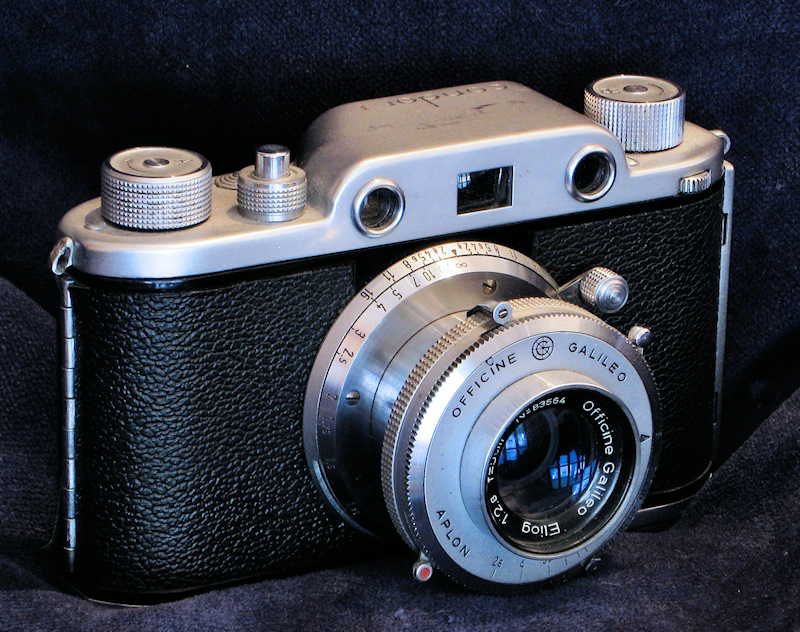
Ferrania Condor I

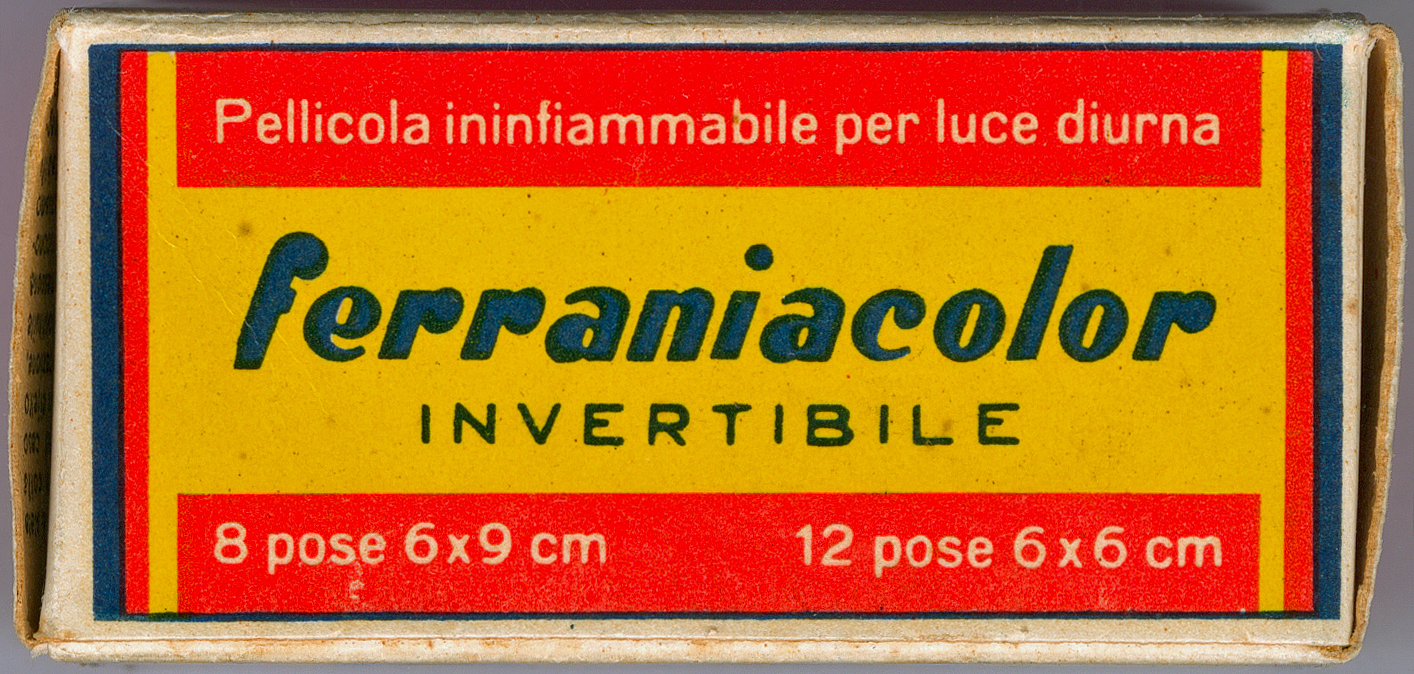
Pellicola nel formato 120 prodotta da Ferrania

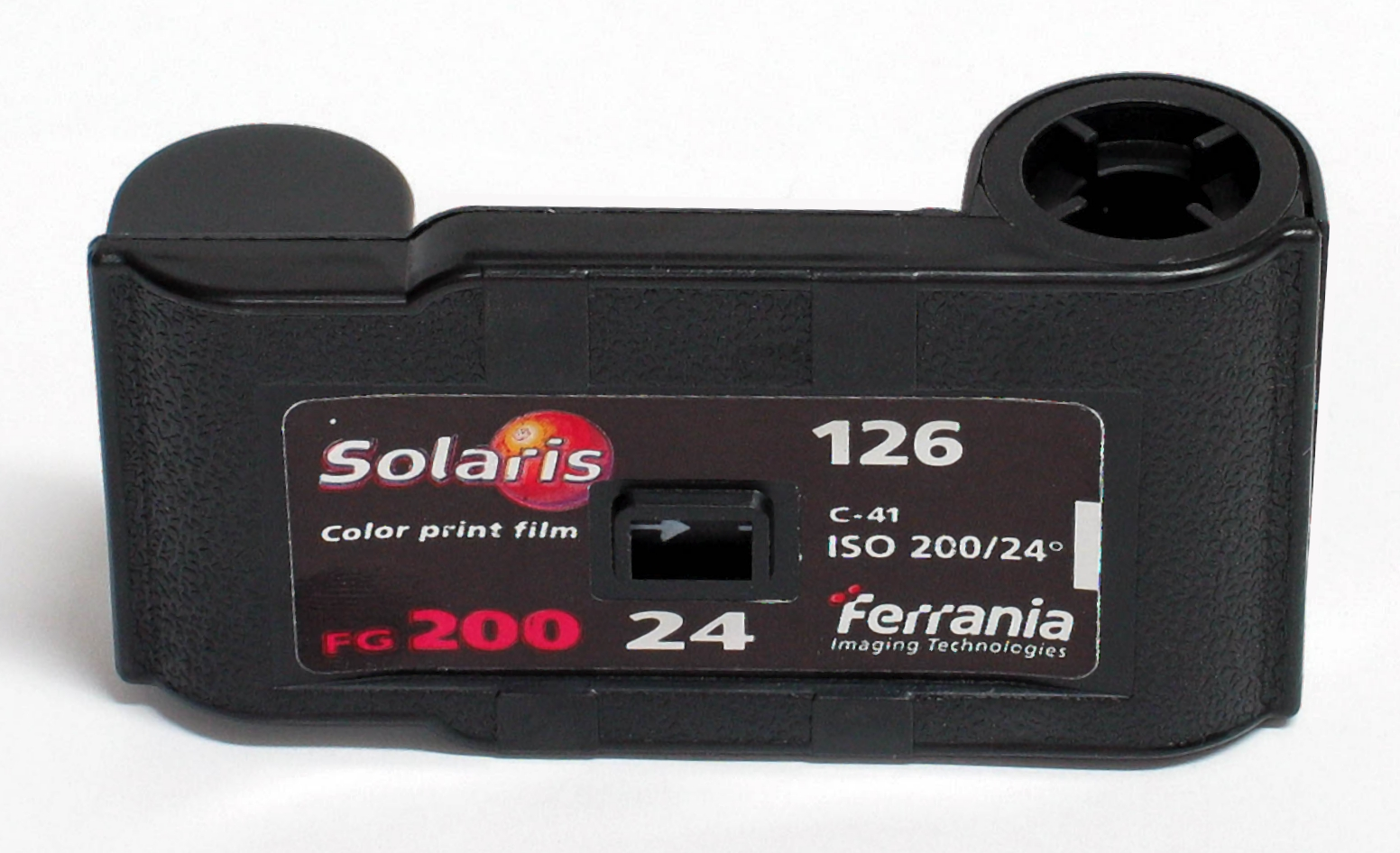
Pellicola nel formato 126 "Instamatic" prodotta da Ferrania Technologies

Ferrania Technologies S.p.A. è un'azienda un tempo produttrice di materiale fotografico, ora specializzata nell'industria chimica e nella produzione di pannelli solari a marchio Ferrania Solis, con sede a Ferrania in provincia di Savona, in Italia. L'azienda aveva anche uno stabilimento di produzione di pellicole negli Stati Uniti d'America a Weatherford, in Oklahoma.

## Storia
Le origini della Ferrania risalgono al 1882, quando venne impiantata una fabbrica di dinamite a Cengio, in Liguria, con il nome SIPE (Società Italiana Prodotti Esplodenti). La prima guerra mondiale comportò un ampliamento dell'impianto, e la nascita di una nuova fabbrica a Ferrania.
Verso la fine del conflitto fu avviato un piano di riconversione industriale, e venne costituita la Società per azioni FILM (Fabbrica Italiana Lamine Milano), per la produzione di pellicola cinematografica, consociata con la Pathé Frères di Vincennes, la maggiore fabbrica francese di materiale sensibile, fondando, nel 1923, quella che poi sarebbe diventata la Ferrania.
Nel 1932 nacque la Film Cappelli–Ferrania, con l'assorbimento da parte della FILM della milanese Cappelli, produttrice di lastre fotografiche in vetro. Successivamente fu assorbita anche la Tensi, l'altra importante fabbrica milanese di prodotti fotografici. Nel 1938 la ragione sociale venne modificata, diventando "Ferrania".
L'azienda produceva, accanto ai materiali fotosensibili, anche macchine fotografiche tramite la controllata Società Anonima Apparecchi Fotografici Ferrania col marchio Ferrania-Galileo; alcune, come la Condor I, o la Elioflex (del 1950), che erano dotate di ottima qualità ottica e meccanica.

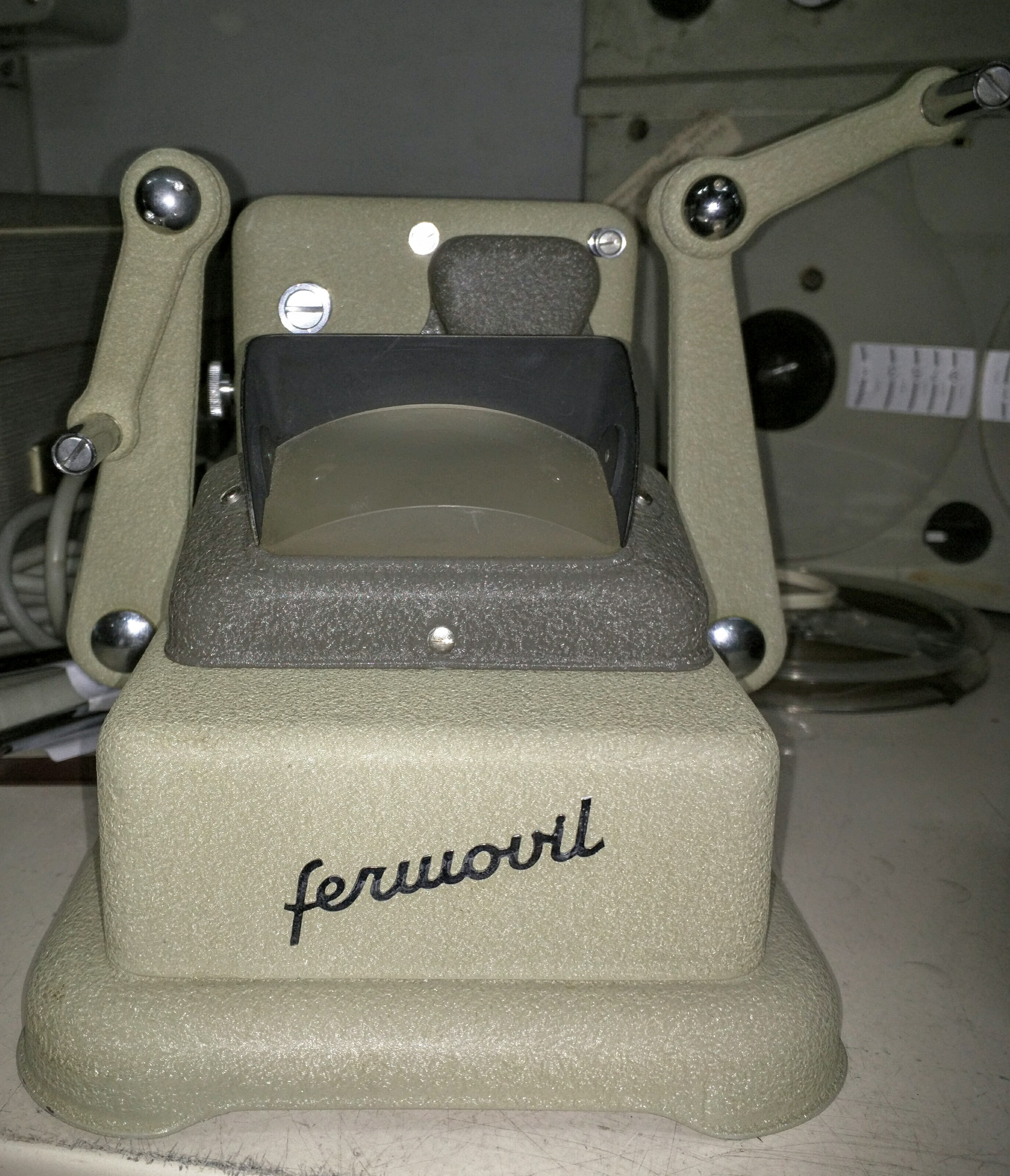
Moviola

La compagnia venne acquistata nel 1964 dall'azienda statunitense 3M, divenendo "Ferrania-3M". Nel 1971, con la creazione dell'azienda 3M Italia S.p.A., sparì il marchio Ferrania da tutti i prodotti. Successivamente, fino al 1999 quando la ditta è stata acquistata da Schroder Ventures, i prodotti sono stati venduti a marchio Imation.
Attualmente è di proprietà del Gruppo Messina di Genova.
L'azienda, dal 2000 al 2009, ha prodotto le pellicole fotografiche Solaris nei formati 135 e APS. Questa pellicola fu venduta in un secondo momento sotto svariati nomi e marchi, come quelli di supermercati (ad esempio Coop e Esselunga) o grandi aziende come Samsung o Konica. Ferrania rimase l'unico produttore delle pellicole nel formato 126 "Instamatic" ma a sua volta smise di produrlo nel 2007.
L'azienda ha prodotto inoltre componenti per stampa a getto d'inchiostro, pellicole per raggi X (produzione dismessa durante il 2008), fotocamere digitali, materiali per arti grafiche, plastiche speciali, software per ospedali (produzione venduta al gruppo NoemaLife di Bologna nel 2008). La produzione di pellicole per uso fotografico è definitivamente terminata nel 2009. 
Dal 2012 parte delle aree sono state acquisite dal Gruppo Carma di Capannori per la realizzazione di una cartiera. A ottobre dello stesso anno è stata richiesta la mobilità per 198 dei 230 lavoratori di Ferrania Technologies. A ottobre 2013 altri 73 dipendenti sono stati posti in mobilità, accompagnando - nei progetti industriali - la Ferrania verso una forte riduzione dell'attività produttiva.
A settembre 2017 l'azienda viene messa in liquidazione con un debito di 3 milioni della controllata Ferrania Solis con Invitalia, l'Agenzia nazionale per l'attrazione degli investimenti e lo sviluppo d'impresa, con la quale Solis aveva un mutuo agevolato con alcune rate non corrisposte. Per 45 lavoratori sui 49 complessivi in forza all'azienda viene richiesta la cassa integrazione.
A novembre 2019, dopo due anni di cassa integrazione vengono licenziati gli ultimi 34 lavoratori.

## Film Ferrania
Nel 2013 una nuova azienda, la FILM Ferrania ha acquistato la linea produttiva delle pellicole fotografiche, che include anche la maggior parte dei macchinari usati durante tutta la storia dell'azienda e parte degli edifici industriali.
Il 19 novembre 2013 Film Ferrania ha presentato il gruppo principale di produzione, ricerca e sviluppo, formato da otto persone con esperienza nel settore.